# Frikolvsenergiomvandlare
Frikolvsenergiomvandlare är ett förslag för en ny motortyp. Dess funktion är att alstra elektricitet. 
Effektiviteten är 50 procent tack vare få rörliga delar, små friktionsförluster och variabel kompression. Vidare är det en kompakt design. Installationen är modulär och kräver lite underhåll. Den har låga kväve- och partikelemissioner och hög bränsleflexibilitet. Motorn kan optimeras för ett varvtal och ett vridmoment i stället för att optimeras för ett brett spektrum.
Någon växellåda behövs inte. Det går att ha fullt vridmoment från stillastående upp till en viss vald hastighet.
Motorn har en enda kolv som flyter fritt i en cylinder och ett förbränningsrum i varje ända.
Kolven förs fram och tillbaka och alstrar elektricitet när magneter på kolven påverkar en fast elektrisk spole som är lindad utanför.